# Myanophis thanlyinensis
Myanophis thanlyinensis (лат.) — вид змей, единственный в составе рода Myanophis из семейства Homalopsidae, обитающий в Юго-Восточной Азии (Мьянма). Видовое название дано по типовому месту обнаружения в Thanlyin.

## Описание
От близких видов отличается следующими признаками: субкаудальных чешуек менее 40 (более 50 у Enhydris enhydris), спинных чешуек в середине тела 21 (19 у Hypsiscopus plumbea), спинная чешуя гладкая, формула ряда 21-21-19 или 21-21-17; отделённые носовые чешуйки; 125—126 брюшных чешуек у самцов, 120—122 у самок. 38-39 субкаудальных чешуек у самцов, 32-34 у самок. Молекулярно-генетический анализ последовательностей 16S и цитохрома b показал связь Myanophis thanlyinensis с видами родов Myrrophis и Gyiophis. Новый таксон отличается от видов Myrrophis и Gyiophis наличием двулопастного гемипениса (по сравнению с однолопастным).

## Распространение
Обитает в Мьянме (East Yangon University, Yangon, Thanlyin, Юго-Восточная Азия).